# Pterostichus termitiformis
Pterostichus termitiformis är en skalbaggsart som beskrevs av Vandyke. Pterostichus termitiformis ingår i släktet Pterostichus och familjen jordlöpare. Inga underarter finns listade i Catalogue of Life.